# Польова армія куррамської долини

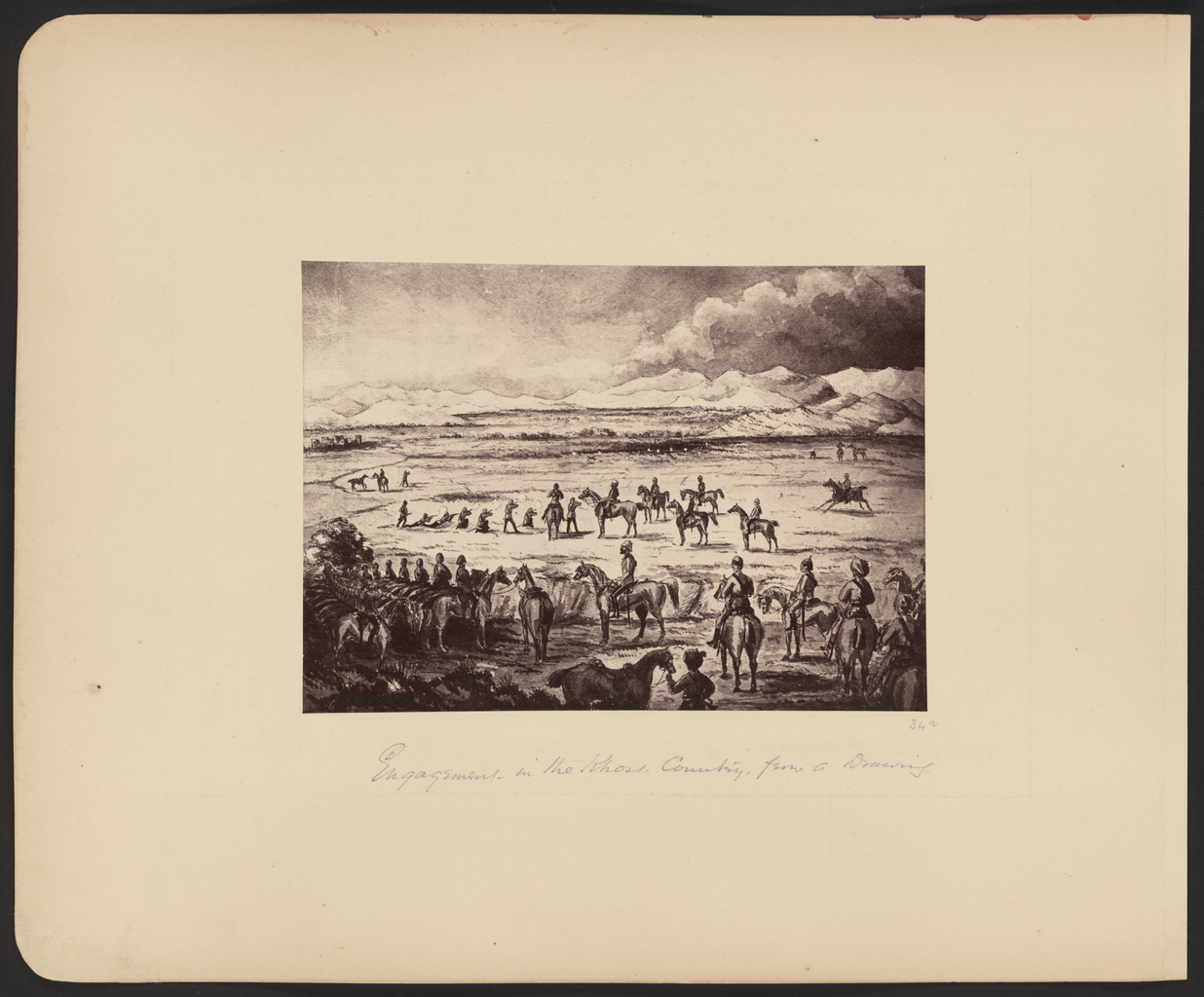
Зіткнення польової армії куррамської долини з афганськими силами біля міста Хост, Афганістан наприкінці 1878 — січня 1879. Британська кавалерія на передньому плані, піхота обстрілює ворога вдалині

Польова армія куррамської долини (англ. Kurram Valley Field Force) — британське військове формування часів першої фази Другої англо-афганської війни, 1878–79.
Це була одна з трьох військових колон, створених британцями в листопаді 1878 року на початку Другої афганської війни, кожна з яких вдерлася до Афганістану власним маршрутом. Під командуванням генерал-майора Фредеріка Робертса польові сили в долині Куррам були найменшою з трьох колон, з початковою чисельністю 6 665 офіцерів і солдатів британської та індійської армій і 18 гарматами. Сили Робертса перетнули кордон Афганістану з Індії 21 листопада 1878 року і просунулися вгору долиною Куррам у напрямку Кабула. Після перемоги над афганськими регулярними військами, підкріпленими місцевими племенами, у битві за Пейвар-Котал 2 грудня 1878 року, відбулася низка дрібних боїв, після чого війська Робертса зайняли всю долину Куррам. Тут польові сили Курраму були посилені ще 3500 солдатами, багато з яких були розміщені вздовж лінії комунікації з Індією.
Незабаром афганський уряд запросив миру, і перша фаза англо-афганської війни завершилася в травні 1879 року Гандамакською угодою. Однак 3 вересня 1879 року британський посол у Кабулі та його оточення були вбиті, і розпочалася друга фаза війни. Польові сили в долині Куррам на той час були єдиним британським формуванням в Афганістані, вони були швидко підкріплені новими підрозділами з Індії і перейменовані в Кабульські польові сили. Все ще під командуванням генерала Робертса, ці сили отримали наказ наступати на Кабул з метою розправи над вбивцями британського посланника. Залишки військ у долині Куррам перестали бути окремим польовим підрозділом і діяли як війська лінії забезпечення для Кабульських сил, а 27 вересня 1879 року місцеве командування перейшло від Робертса до бригадного генерала Т. Гордона.

## Бойовий склад
Наступні підрозділи були приєднані до польових сил долини Куррам, коли вони перетнули кордон Афганістану 21 листопада 1878 року. На той час чисельність сил складала 5 335 офіцерів і солдатів при 13 гарматах.

### Британські армійські полки
- Батарея Ф, бригада А, королівська кінна артилерія, (6 гармат)
- Батарея Ґ, 3 бригада, королівський полк артилерії, (3 гармат)
- Один ескадрон, 10-й гусарський
- 2-й батальйон, 8 королівський полк
- 72 гірськострілецька (півбатальйон)

Загалом британські війська: 1 345 офіцерів і солдатів; 9 гармат.

### Індійські армійські полки
- 1-ша гірська батарея, (4 гармати)
- 12 бенгальський кавалерійський
- 7 рота, бенгальські сапери та шахтарі
- 2 пенджабська піхота, прикордонні війська
- 5 пенджабська піхота, прикордонні війська
- 21 пенджабська піхота
- 23 бенгальська корінна піхота (пенджабські піонери)
- 29 бенгальська корінна піхота (пенджаби)
- 5 ґурха стрільці, пенджабські прикордонні війська

Загалом індійські війська: 3 990 офіцерів і солдатів; 4 гармати.
Наприкінці грудня 1878 року польові сили Куррама були посилені ще 2 685 піхотинцями, 868 кавалеристами та 13 гарматами. Багато з нових військ використовувалися як війська лінії забезпечення.